# Pitkjaranta
Pitkjaranta (rusky Питкяранта, finsky Pitkäranta, karelsky Pitkyrandu) je město v Karelské republice v Ruské federaci. Při sčítání lidu v roce 2010 mělo přes jedenáct tisíc obyvatel.

## Poloha a doprava
Pitkjaranta leží na severovýchodním okraji Ladožského jezera. Od Petrozavodska, hlavního města republiky, je vzdálena přibližně 170 kilometrů západně.
Vede přes ni železniční trať spojující železniční stanice Janisjarvi a Lodějnoje Pole.

## Dějiny
První zmínka o vesnici je z 18. století. Jméno pochází z karelštiny, ve které znamená dlouhý břeh.
V roce 1918 se stala součástí samostatného Finska, kde připadla do provincie Viipuri. V roce 1932 přes ni byla postavena železnice.
Během zimní války dobyl Piktjarantu spolu s větší částí Západní Karélie Sovětský svaz, kde byla povýšena na město. Za druhé světové války se jej sice 17. července 1941 povedlo finským jednotkám dobýt zpět, ale 10. července 1944 jej znovu dobyly jednotky Karelského frontu Rudé armády.